# Енкамп
Енкамп (кат. Encamp) је град у Андори.

## Географија
Енкамп је град који се налази у истоименој жупи. Налази се у централном делу Андоре. Кроз град пролази река Валири. Град према подацима из 2010. има 8.830 становника.

## Економија
Привреда града се углавном заснива на туризму, а посебно на скијању и планинарењу. У Енкампу постоји хидроелектрана. 

## Саобраћај
Енкамп је жичаром повезан с местом Енголастерс у жупи Ескалдес-Енгордани. Тренутно се гради друмски тунел између Енкампа и места Аниос у жупи Ла Масана, што ће знатно скратити путовање између та два места.

## Спорт
У Енкампу постоји фудбалски клуб ФК Енкамп. Клуб је два пута био првак Андоре, 1996. и 2002., и два пута је освојио и Куп Андоре,
2006 и 2009. године.
- Музеј
- Река Валири
- Радио Андора

## Становништво
| Година       |
| Становништво |
| ------------ |